# Госпиталь Кабаньяс
Осписио-Кабаньяс (исп. Hospicio Cabañas) — больница в городе Гвадалахара, столице мексиканского штата Халиско. Построена в начале XIX века, является одним из самых старых больничных комплексов испаноговорящей Америки.
В 1997 году больница была включена в список Всемирного наследия ЮНЕСКО как уникальный архитектурный комплекс для предоставления ухода и крова больным и обездоленным людям. Комиссией было отмечено гармоничное сочетание открытых и застроенных пространств, простота дизайна и крупные размеры, а также шедевральная живопись в местной часовне.

## История
Комплекс был основан в 1791 году епископом Гвадалахары Фраем Антонио Алькальде как сочетание работного дома, больницы, детского дома и богадельни. Своим названием комплекс обязан последователю Алькальде, Хуану Руису де Кабаньясу, который прибыл в епископство Гвадалахары в декабре 1796 года и предложил известному архитектору Мануэлю Толсу разработать план комплекса. Тот согласился на условии, что он привлечёт своего ученика, Хосе Гутьерреса, который позже (с 1805 по 1810 гг.) руководил всеми работами за исключением строительства часовни. Проект Толсы основывался на классических примерах парижского Дома инвалидов и испанского Эскориала.
Мексиканская война за независимость, продолжавшаяся до 1821 года, и смерть Кабаньяса в 1823 году задержали работы, закончившиеся лишь в 1829 году. Несколько раз (в 1830-х, 1858 гг.) здания использовались как бараки, но к 1872 году в больничном комплексе обитало более 500 человек. В 1930-х годах правительство штата пригласило одного из крупнейших мексиканских художников-монументалистов того времени Хосе Клементе Ороско для украшения нескольких зданий в Гвадалахаре. Часовня госпиталя Кабаньяс была украшена циклом стенных росписей, которые ныне расцениваются как шедевры мексиканского искусства, включая аллегоричную композицию «Человек огня».

## Описание

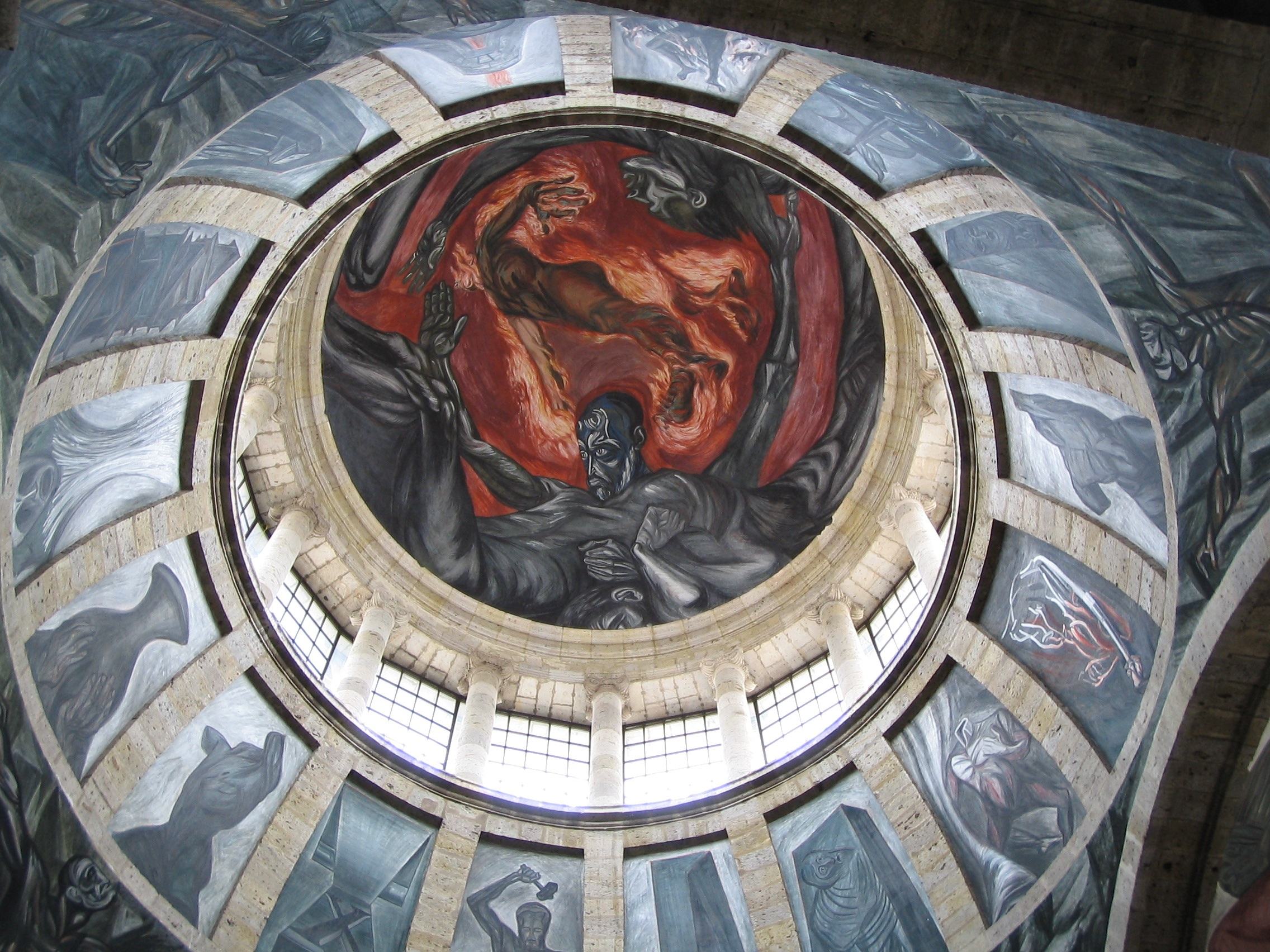
«Человек огня» Хосе Клементе Ороско

Строения комплекса образуют прямоугольник размером 164 на 145 м. Все здания за исключением кухни и часовни одноэтажные и имеют высоту 7,5 м. Высота часовни, расположенной в центре комплекса вдвое выше, а её купол поднимается до 32,5 м. 23 дворика имеют длину от 9 до 50 м.
Живопись Ороско на стенах часовни сочетает элементы родной культуры мексиканских индейцев (боги, жертвоприношения, храмы) с культурой испанцев (короли, монахи, церкви), которые изображены в противостоянии в сценах евангелизации и завоевания.